# Lyonia octandra
Lyonia octandra är en ljungväxtart som först beskrevs av Swartz, och fick sitt nu gällande namn av Grisebach. Lyonia octandra ingår i släktet Lyonia och familjen ljungväxter. Inga underarter finns listade i Catalogue of Life.